# Obarator
Obarator w mitologii rzymskiej był bogiem rolnictwa i wegetacji. Wraz z Vervactorem i Redaratorem patronował pracom polnym. Obarator patronował pracom bronowania pola po wysiewie ziarna.